# Seasons (gioco da tavolo)
Seasons è un gioco da tavolo ideato da Régis Bonnessée e illustrato da Naïade.
Il gioco è stato pubblicato nel 2012 da Libellud in lingua inglese, francese, tedesca, spagnola e polacca, e da Asterion Press esclusivamente in lingua italiana. Attualmente la versione italiana prima fuori produzione, è stato ristampato da Asmodee.

## Descrizione[1][2]
Seasons è un gioco tattico che prevede l'utilizzo di carte e dadi; è pensato per un minimo di due giocatori e un massimo di quattro. Il gioco è ambientato nel regno di Xidit, dove è in corso il torneo delle Dodici Stagioni, volto a decretare il nuovo Arcimago del regno. I maghi più potenti sono radunati nella foresta di Argos dove, alla fine dei tre anni, si eleggerà il vincitore del torneo.

### Preparazione
Prima di iniziare a giocare è necessaria una breve preparazione dei materiali di gioco:
- sistemare al centro del tavolo la plancia di gioco e collocare l'indicatore di anno sulla prima stagione (inverno) del primo anno
- preparare il sentiero dei cristalli e porre un cubetto del mago di colore differente per ogni giocatore all'inizio del sentiero. Il sentiero serve a contare i punti di ogni giocatore man mano che il gioco procede
- assegnare a ogni giocatore i cubetti del mago del suo colore e la plancia, su cui ogni giocatore accumulerà le risorse energetiche, i livelli di evocazione raggiunti e i bonus usati

### Prima fase: Preludio
Seasons si svolge in due fasi. Durante la prima fase, chiamata Preludio, l'obiettivo è quello di formare il proprio mazzo di carte che sarà composto da nove carte potere. Questa fase è fondamentale perché il mazzo che viene creato è determinante per il resto dell'intera partita. Con la scelta delle carte, infatti, il giocatore stabilisce anche la strategia di gioco che lo guiderà per tutta la durata della seconda fase. Vengono distribuite casualmente nove carte potere per ogni giocatore; ognuno esamina le carte assegnate e, tra queste, ne sceglie una da aggiungere al suo mazzo, mettendola a faccia in giù davanti a sé. Le carte restanti vengono poste, sempre a faccia in giù, tra sé e la persona alla propria sinistra. Una volta che questa operazione è stata completata ogni giocatore prende in mano le otto carte scartate dal proprio vicino e seleziona un'altra carta da tenere nel proprio mazzo, passando le restanti sette carte a sinistra. Si procede in questo modo finché non restano più carte da scegliere. Alla fine di questa fase ogni giocatore avrà composto il proprio mazzo di nove carte potere.
Successivamente ogni giocatore divide le proprie carte in tre mazzi da tre carte ciascuno; ogni mazzo è associato a un anno del gioco. Il primo mazzo andrà direttamente nella mano del giocatore e comprende le carte con le quali il giocatore inizierà il torneo. Il secondo mazzo verrà posto a testa in giù e coperto da un segnalino apposito che indica a quale anno appartiene il mazzo, il gettone biblioteca numero II, e si unirà alla mano del giocatore durante il secondo anno di torneo. Allo stesso modo il terzo mazzo verrà posizionato sotto il gettone biblioteca numero III e si unirà alla mano del giocatore durante il terzo e ultimo anno di torneo. Le carte vanno distribuite nei mazzi in base a quando è più utile attivarne gli effetti e, se due carte hanno effetti che possono essere combinati, è bene giocarle nello stesso anno. Ogni giocatore potrà consultare i propri mazzi in qualsiasi momento della partita.

### Seconda fase: Torneo
La seconda fase di gioco è chiamata Torneo e si svolge in diversi round consecutivi. I giocatori hanno a disposizione tre anni per accumulare il maggior numero possibile di punti prestigio che verranno contati alla fine della partita, decretando così il vincitore del titolo di Arcimago del reame di Xidit.

#### Inizio Round
Il primo giocatore del round lancia i dadi delle stagioni corrispondenti alla stagione del round in corso (ad esempio se la stagione è Inverno, i dadi lanciati saranno quelli blu, se è Primavera saranno quelli verdi e così via) e ne sceglie uno. I dadi lanciati devono corrispondere al numero di giocatori più uno, quindi in un'ipotesi che prevede due giocatori i dadi lanciati saranno tre. Su ogni faccia del dado sono raffigurati uno o più simboli, ognuno dei quali corrisponde a un'azione. Un giocatore durante il proprio turno può effettuare le azioni del proprio dado delle stagioni, invocare/attivare una o più delle proprie carte potere e utilizzare uno o più bonus sulla plancia personale. Grazie al dado, infatti, un giocatore può effettuare diverse azioni come:
- ricevere energie di diversi tipi (acqua, terra, fuoco, aria) da accumulare nella propria riserva fino a un massimo di sette
- ricevere cristalli che possono servire sia come risorsa per attivare alcune carte, sia come punti vittoria da conteggiare alla fine per la scelta del vincitore
- cristallizzare le energie nella propria riserva per ricevere ulteriori cristalli
- aumentare il suo livello di invocazione, ovvero il numero massimo di carte potere che il giocatore ha diritto ad avere in gioco
- pescare una carta potere, che può essere scartata o tenuta (non c'è un limite massimo di carte che si possono avere in mano)

Dopo il lancio il giocatore sceglie uno dei dadi e lo posiziona davanti a sé; il suo vicino alla sinistra fa la stessa cosa e l'azione viene ripetuta finché ogni giocatore non ha scelto un dado. In questo modo, alla fine del giro, sul tavolo da gioco avanzerà un solo dado. Da questo momento iniziano, uno dopo l'altro, i turni dei giocatori.

#### Turno di gioco

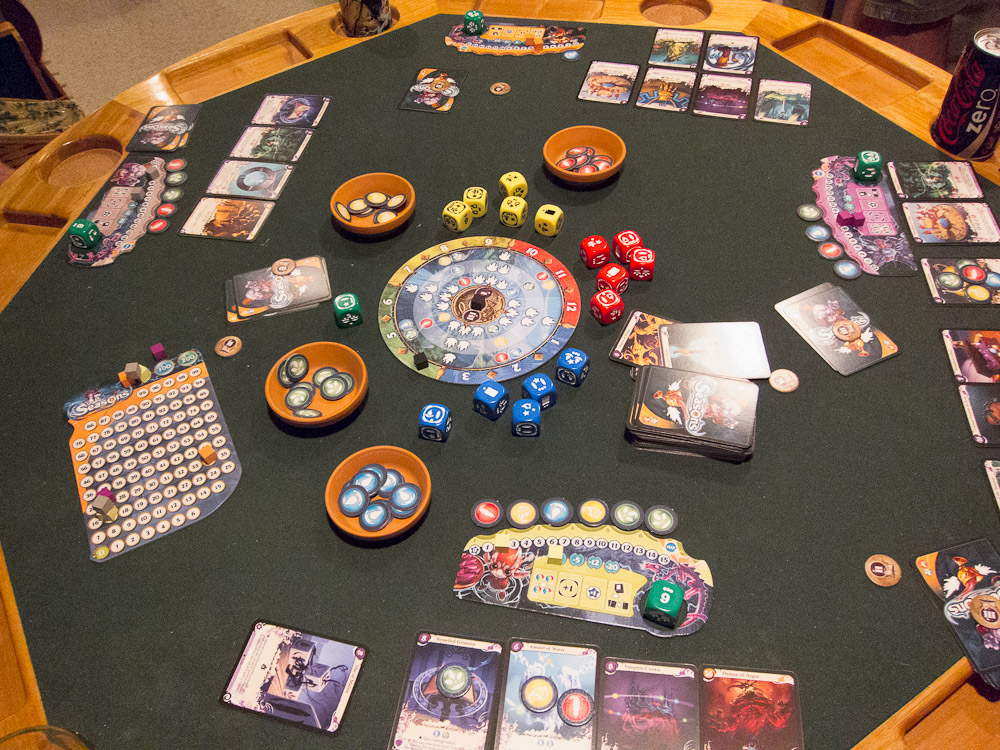
Tavolo da gioco all'inizio di una partita a Seasons

Dopo che tutti i giocatori hanno scelto un dado ognuno può svolgere il proprio turno di gioco, a partire dal primo giocatore. Le azioni possibili di ogni giocatore sono:
1. pescare una nuova carta potenza dal mazzo
2. evocare una o più carte potenza, pagandone il costo in energie o cristalli e calandole dalla mano
3. cristallizzare le energie in proprio possesso, trasformandole in cristalli
4. scegliere di usare un bonus, il cui costo verrà scalato dal conteggio finale dei cristalli. I bonus possibili sono:
  - aumentare il proprio livello di invocazione e quindi la quantità di carte che il giocatore ha diritto ad avere in gioco
  - pescare due carte potenza e scegliere quale scartare e quale mantenere
  - scambiare una o due energie dalla propria riserva con qualunque altra energia presente nella riserva centrale
  - cristallizzare le energie in proprio possesso trasformandole in cristalli, in modo che ogni energia valga un cristallo in più

#### Fine round
Una volta che tutti i giocatori hanno terminato il proprio turno bisogna muovere il segnalino del tempo in base al tempo indicato sul dado rimasto (numero di pallini). In base al numero di spostamenti effettuati è possibile che cambi la stagione e di conseguenza anche il set di dadi usato. Nel momento in cui il segnalino del tempo supera la fine del primo e del secondo anno, ogni giocatore deve aggiungere alla sua mano le carte, rispettivamente, del secondo e del terzo anno. Quando il segnalino supera la fine del terzo anno la partita termina.

### Conta dei punti
Alla fine della partita si contano i punti di ogni giocatore, sommando i punti vita dei cristalli, delle carte, dei bonus e sottraendo gli eventuali malus e i punti di pagamento dei bonus. Vince il giocatore con più punti vita.

## Contenuto della scatola
Nella scatola, oltre al libretto d'istruzioni a colori illustrato da Naïade, si trovano:
- 1 Plancia di gioco
- 1 Sentiero dei cristalli
- 1 Indicatore di anno
- 1 Indicatore di stagione
- 4 Plance personali
- 8 Gettoni biblioteca
- 16 Cubetti del mago
- 20 Dadi delle stagioni di quattro colori diversi (blu, verde, rosso, giallo)
- 40 Carte potere avanzate
- 60 Carte potere di base
- 64 Gettoni energia di cui 16 di acqua, 16 di terra,16 di fuoco e 16 di aria

## Seconda edizione italiana (2013)[3]
Nel marzo 2013 è stata pubblicata una seconda edizione italiana del gioco curata sempre da Asterion Press.
In questa versione sono state effettuate alcune piccole modifiche. In particolare:
- sono stati revisionati e semplificati alcuni passaggi del regolamento al fine di renderlo più comprensibile, senza però fare alcuna modifica alle regole in sé
- sono state ritradotte e modificate le descrizioni di tre carte (Bilancia di Ishtar, Idolo del Famiglio, Pozione dei Sogni[4]), con l'intento di rendere più chiare le azioni da effettuare

## Espansioni
L'immediato successo di Seasons ha portato alla realizzazione di due espansioni: Enchanted Kingdom e Path of Destiny. Entrambe le espansioni mantengono la medesima ambientazione del gioco originale - il torneo delle Dodici Stagioni nel regno di Xidit - ma offrono, oltre a innovativi spunti di gioco e altre regole, anche nuove carte potere (che portano la firma dell'illustratore e un simbolo che le contraddistingua da quelle del gioco base) e altri segnalini.

### Enchanted Kingdom (2013)[5]
Enchanted Kingdom è la prima espansione per Seasons, pubblicata nel 2013 da Libellud. L'espansione è stata ideata dallo stesso autore del gioco base, Régis Bonnessée, e illustrata da Naïade con la collaborazione di V. Joubert e X. Collette. In Italia è stata pubblicata, come il gioco base, da Asterion Press.

#### Contenuto della scatola
- 40 Carte potere (20 in duplice copia)
- 10 Carte Incantamento
- 12 Segnalini Abilità Speciale
- 16 Segnalini Energia
- 2 Segnalini Raven
- 1 Segnalino Primo Giocatore
- 2 Estensione di riserva di energia “Tomo Magico” per la plancia personale
- 7 Segnalini diminuzione della riserva di energia

In particolare:
- prima dell'inizio del gioco viene pescata o scelta una carta Incantamento. Le nuove carte Incantamento contengono ciascuna una nuova regola volta a modificare la durata della partita o il regolamento base del gioco. Queste nuove regole valgono, ovviamente, per tutti i giocatori. Alcune carte Incantamento hanno effetto sul Preludio (per esempio aumentando il numero di carte tra cui scegliere) altre agiscono durante il Torneo, aumentando il numero di energie necessarie all'invocazione o costringendo a evocare solo una carta per turno.
- i segnalini Abilità Speciali vengono pescati prima della fase Preludio. Ogni giocatore ne riceve tre, di cui uno andrà posizionato nello spazio vuoto della plancia. Le Abilità Speciali possono essere usate solo una volta nel corso della partita e conferiscono bonus singoli o vantaggi permanenti. In genere l'attivazione di queste abilità comporta un costo in cristalli; per questo motivo utilizzarli non è un obbligo ma solo una possibilità.
- i segnalini Raven si riferiscono all'omonima carta, "Raven l'usurpatore", che permette al giocatore che la attiva di copiare l'abilità di una carta avversaria a scelta.
- l'estensione di riserva di energia "Tomo Magico" viene collocata accanto alla plancia personale su cui si conservano le energie, ampliandone la portata.
- i segnalini di diminuzione della riserva di energia, al contrario, diminuiscono in modo permanente la portata di energie della riserva personale del giocatore che lo possiede.

Inoltre, con questa espansione, sono state apportate modifiche ad alcune carte già esistenti nel gioco base, cambiandone costi di attivazione o effetti in modo da renderle più versatili.

### Path of Destiny (2014)[6]
Path of Destiny è la seconda espansione per Seasons, pubblicata nel 2014 da Libellud. L'espansione è stata ideata dallo stesso autore del gioco base, Régis Bonnessée, e illustrata da Naïade con la collaborazione di altri artisti.

#### Contenuto della scatola
- 42 Carte potere (21 in duplice copia)
- 10 Carte Incantamento
- 10 Carte potere Replica
- 1 Dado del destino
- 6 Segnalini Abilità Speciale
- 2 Segnalini Trappola
- 2 Segnalini Lucchetto
- 20 Segnalini punti del destino

In particolare: 
- le carte Incantamento possono modificare alcune regole del gioco, modificando il corso della partita e creando trame molto differenti tra loro. In particolare in questa espansione vengono introdotte due carte Incantamento particolari: Destino Divino e Forza del Destino, che permettono di scegliere di giocare il dado del destino.
- il dado del destino, le cui azioni vengono effettuate al posto del dado delle stagioni, permette di guadagnare punti destino e può far guadagnare al giocatore anche cristalli, invocazioni ed energie. Il giocatore che a fine partita avrà più punti destino guadagnerà 20 cristalli.
- i segnalini Abilità Speciale conferiscono nuove abilità ai giocatori.

## Campionato italiano di Seasons
Dal 2017 la finale nazionale è organizzata da B.I.G Board Italian Gamers.
| Edizione | Anno | Sede della finale | Manifestazione | Campione d'Italia   | Secondo classificato | Terzo classificato | Quarto classificato |
| -------- | ---- | ----------------- | -------------- | ------------------- | -------------------- | ------------------ | ------------------- |
| I        | 2017 | -                 | -              | Alessandro Giuliani | Davide Zago          | Gabriele Timolati  | Cristiano Radaelli  |
| II       | 2018 | -                 | -              | Alessandro Giuliani | Lorenzo Rocci        | Filippo Bortolotto | Roberto Mirabella   |
| III      | 2019 | -                 | -              | Claudio Vironda     | Carmine Vattimo      | Alessio Bicego     | Filippo Bortolotto  |